# Блукач високогірних рівнин
Блукач високогірних рівнин (англ. High Plains Drifter) — американський кінофільм-вестерн 1973 року, знятий на кіностудії Universal Pictures, де Клінт Іствуд був режисером та зіграв головну роль.

## Сюжет
У фільмі розповідається про бурлаку-стрільця, найнятого жителями невеликого містечка Лаго для захисту від трьох бандитів, які нещодавно вийшли з в'язниці, куди їх відправили місцеві ділки з контори копальні золота. У ході підготовки селища до оборони від жадаючих помсти злочинців рішучий, цинічний і незворушний герой дізнається чимало нового про місцевих жителів, які спровокували напад своїми жадібністю, боягузтвом і байдужістю один до одного. Протягом усього фільму герой Клінта Іствуда діє як безіменний. І лише коли він проїжджає повз призначеного ним шерифом карлика Мордекая, на новому надгробку вбитого бандитами попередника останнього з'являється напис: «Маршал Джим Дункан — Спочивай з миром!». Що змушує глядача припускати його спорідненість чи колишнє знайомство з покійним, і навіть реінкарнацію душі останнього. Вплив фільмів Леоне у цій картині був настільки очевидним, що критики навіть звинуватили Іствуда у запозиченні.

## У ролях
- Клінт Іствуд — Джим Дункан, «людина без імені»
- Верна Блум — Сара
- Маріанна Гілл — Келлі
- Мітч Райан — Дейв
- Джек Джинг — Морган Аллен
- Стефан Джираш — Джейсон Гобарт, майор
- Тед Гартлі — Льюїс
- Біллі Кертіс — Мордехай
- Джефрі Льюїс — Стейсі
- Скотт Вокер — Білл Бодерс
- Волтер Барнс — Сем Шоу, шериф
- Расс Маккаббін — Фред Шорт
- Пол Брайнгар — роль другого плану
- Річард Булл — Аза Гудвін
- Роберт Доннер — роль другого плану
- Джон Гіллерман — роль другого плану
- Ентоні Джеймс — роль другого плану
- Вільям О'Коннелл — перукар
- Джон Квейд — Джейк Росс
- Ден Вадіс — роль другого плану
- Бадді Ван Горн — роль другого плану
- Рейд Крікшенкс — роль другого плану
- Джим Госа — роль другого плану
- Джек Косслін — роль другого плану
- Белль Мітчелл — роль другого плану
- Джон Мітчем — роль другого плану
- Чак Вотерс — роль другого плану
- Карл Пітті — роль другого плану

## Знімальна група
- Режисер — Клінт Іствуд
- Сценаристи — Дін Райснер, Ернест Тайдімен
- Оператор — Брюс Сертіс
- Композитор — Ді Бартон
- Продюсери — Роберт Дейлі, Дженнінгс Ланг